# Epinephelus spilotoceps
Epinephelus spilotoceps es una especie de peces de la familia Serranidae en el orden de los Perciformes.

## Morfología
Los machos pueden llegar alcanzar los 35 cm de longitud total.

## Distribución geográfica
Se encuentra desde el África Oriental hasta las islas de la Línea.